# Cardston, Alberta

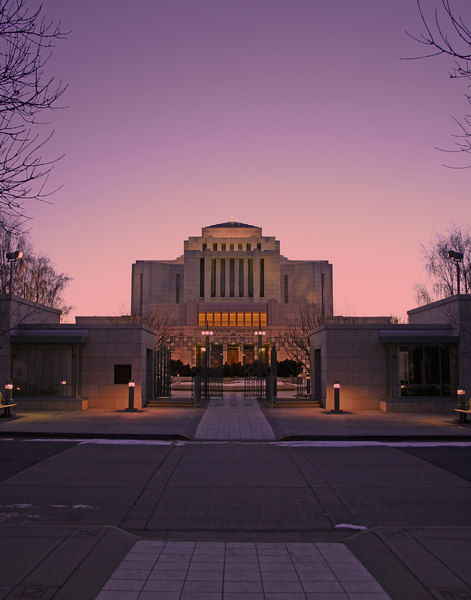
Cardston, Alberta

Cardston este localitate urbană,  situată în sudvestul provinciei canadiene Alberta. Ea face parte din Diviziunea de recensământ 3, Alberta, Comitatul Cardston. A fost întemeiată prin anul 1887 de membrii grupării religioase mormone numită Biserica lui Isus Hristos a Sfinților din Zilele din Urmă (Church of Jesus Christ of Latter-day Saints), în fruntea cărora era Charles Ora Card.  Confesiunea religioasă a mormonilor din America este considerată la fel de numeroasă ca cea a evreilor, care atinge un procent de  1,7 % din numărul populației.

## Date geografice, demografice
Cardston se află situat la altitudinea de  1,130 m deasupra n.m., ocupă o suprafața de 8.64 km2 și avea în anul 2011 o populație de 3,580 locuitori. Localitatea se află la circa 25 km, la granița cu statul Montana din SUA.  
Cardston are o climă continentală moderată, iernile au o temperatură medie de −4.5 °C, iar verile au în medie 16.9 °C .
In apropiere spre nord, se află Parcul Național al Lacurilor Waterton (Waterton Lakes National Park).